# PlayStation Official Magazine - UK
 (décembre 2018).
Si vous disposez d'ouvrages ou d'articles de référence ou si vous connaissez des sites web de qualité traitant du thème abordé ici, merci de compléter l'article en donnant les références utiles à sa vérifiabilité et en les liant à la section « Notes et références ».
PlayStation Official Magazine - UK (abrégé PSM puis OPM), est un magazine britannique consacré exclusivement aux jeux vidéo sur consoles PlayStation (marque dont il possède la licence officielle), créé fin 2006 par la société Future Publishing. Le premier numéro est publié pour une période de trois mois ; à partir du numéro 2, la publication devient mensuelle. Dès le numéro 7 (juin 2007), un Blu-ray de démonstrations accompagne le magazine. Celui-ci couvre principalement l'actualité PlayStation 3 et PlayStation 4, mais aussi celle de la PlayStation Vita.

## Versions antérieures du magazine

### Official UK PlayStation Magazine (1995 - 2004)
Official UK PlayStation Magazine était le magazine officiel de la PlayStation, lancé en novembre 1995 pour coïncider avec le lancement de cette dernière. 108 numéros parurent, le dernier ayant fait son arrivée dans les kiosques à journaux en mars 2004. Le premier numéro s'est écoulé à 37 000 exemplaires. Le magazine connut 3 maquettes différentes : la première du numéro 1 au 51, la deuxième du no 52 au 72, et la finale du no 73 au 108.
Pendant l'ère Rob Pegley (rédacteur en chef du no 8 au 42), le magazine n'hésitait pas à attribuer des notes convenues à l'avance en échange de couvertures exclusives, ou à compromettre le jugement éditorial pour obtenir des aperçus exclusifs en primeur, et ainsi coiffer au poteau les magazines concurrents. Le tout premier jeu testé fut WipEout, qui reçut un 8/10. Le dernier jeu à être testé fut Ford Truck Mania, qui obtint 7/10.
Le magazine devint non seulement le best seller des magazines consacrés à la PlayStation au Royaume-Uni, mais aussi le magazine de jeux vidéo le plus vendu au monde. À la mi-1997, PSM se vendait à plus de 150 000 exemplaires par mois. En février 1999, le numéro 42 (avec Metal Gear Solid en jeu de couverture) a réalisé les ventes record de 453 571 exemplaires, soit plus que les magazines FHM, Maxim et Loaded.

#### Essential PlayStation
Essential PlayStation était un dérivé de l'Official UK PlayStation Magazine dont 12 numéros parurent entre fin 1996 et mi-1999.

### PlayStation 2 Official Magazine-UK (2000 - 2008)
PlayStation 2 Official Magazine-UK (abrégé OPS2) fut lancé en décembre 2000 au prix de 4,99 £ en tant que publication succédant à l'Official UK PlayStation Magazine, pour coïncider avec le lancement de la PlayStation 2. Chaque mois, le magazine fut accompagné d'un DVD de démos jouables placé sous le blister du magazine. 100 numéros sont sortis, celui de juillet 2008 étant le dernier. Le magazine connut quatre maquettes différentes : celle du no 1 au 25, du no 26 au 41, du no 42 au 89, et enfin du no 90 au 100.
Le premier jeu testé fut Tekken Tag Tournament, qui obtint 8/10. Le dernier jeu testé fut SBK-08: Superbike World Championship (7/10). Le magazine devint le magazine consacré à la PlayStation 2 le plus vendu, atteignant le palier de 197 348 lecteurs en 2002.

#### Public-cible
Au début, OPS2 était pensé pour les adeptes de la première heure (early adopters) - ce qui englobe les hardcore gamers et les lecteurs faisant la transition depuis l'OPM. Cela dura du numéro 1 (décembre 2000) au 25 (octobre 2002). À partir du no 26, le magazine s'est vu confier la mission d'attirer un public plus large. Cela passa par un changement complet de la maquette. À partir du no 34, OPS2 changea de nouveau - en conservant sa récente nouvelle maquette cette fois. Dans une tentative radicale d'attirer un public plus jeune et plus masculin (similaire à celles des magazines PlayStation britanniques non officiels des années 1990), le magazine décida de tester les petites amies des lecteurs et leurs mères ; il fut aussi décidé de mettre plus d'images de jeunes femmes plantureuses, allant jusqu'à en monter certaines les seins découverts. La réaction des lecteurs à ces changements fut mitigée, et l'audience ne connut pas d'augmentation significative. En conséquence, dès le numéro 42, une nouvelle maquette fut lancée. OPS2 garda celle-ci pendant trois ans, en évitant d'adopter une position excessivement masculine ou de harcore gamer adulte. Dans sa dernière année, le magazine connut un ultime changement, étant donné la nouvelle orientation plus familiale de la PlayStation 2 : à partir du numéro 90, le magazine ciblerait les nouveaux acquéreurs de PS2 et les joueurs plus jeunes.

## En France
- Il existe un magazine officiel PlayStation en France dès décembre 1995 : PlayStation Magazine. Celui-ci n'a aucun lien avec son homologue britannique. Il en est de même pour PlayStation 2 Magazine jusqu'à mi-2003, lorsque la publication est reprise par Future France, filiale de Future (plc). Fin 2003, une nouvelle formule est lancée, reprenant le format, la maquette et s'inspirant beaucoup du ton de l'OPS2 britannique. En 2007, PlayStation - Le Magazine Officiel remplace PlayStation 2 Magazine.

- En 1997, Edicorp lance le magazine Total Play. Il s'agit à l'origine d'une adaptation française de l'Official UK PlayStation Magazine, reprenant le format, la maquette et les rubriques de celui-ci, ainsi que certains articles et dossiers traduits. Le magazine s'éloigne progressivement de son modèle jusqu'à en devenir tout à fait distinct. Contrairement à son frère d'outre-manche, Total Play ne possède pas la licence officielle PlayStation, puisque celle-ci est déjà attribuée à PlayStation Magazine.